# Raurák Köztársaság
A Raurák Köztársaság (németül: Raurakische Republik, franciául: République rauracienne) 1792 és 1793 között, a bázeli hercegpüspökség területéből kiszakadt rövidéletű államalakulat volt, mely az forradalmi Franciaország kliensállama lett a Jura-hegység területén, s amelyet néhány hónap múlva Franciaország annektált. Csak 1815-ben került ki a francia fennhatóság alól, s azután Bern és Bázel felosztotta maga között a területét.

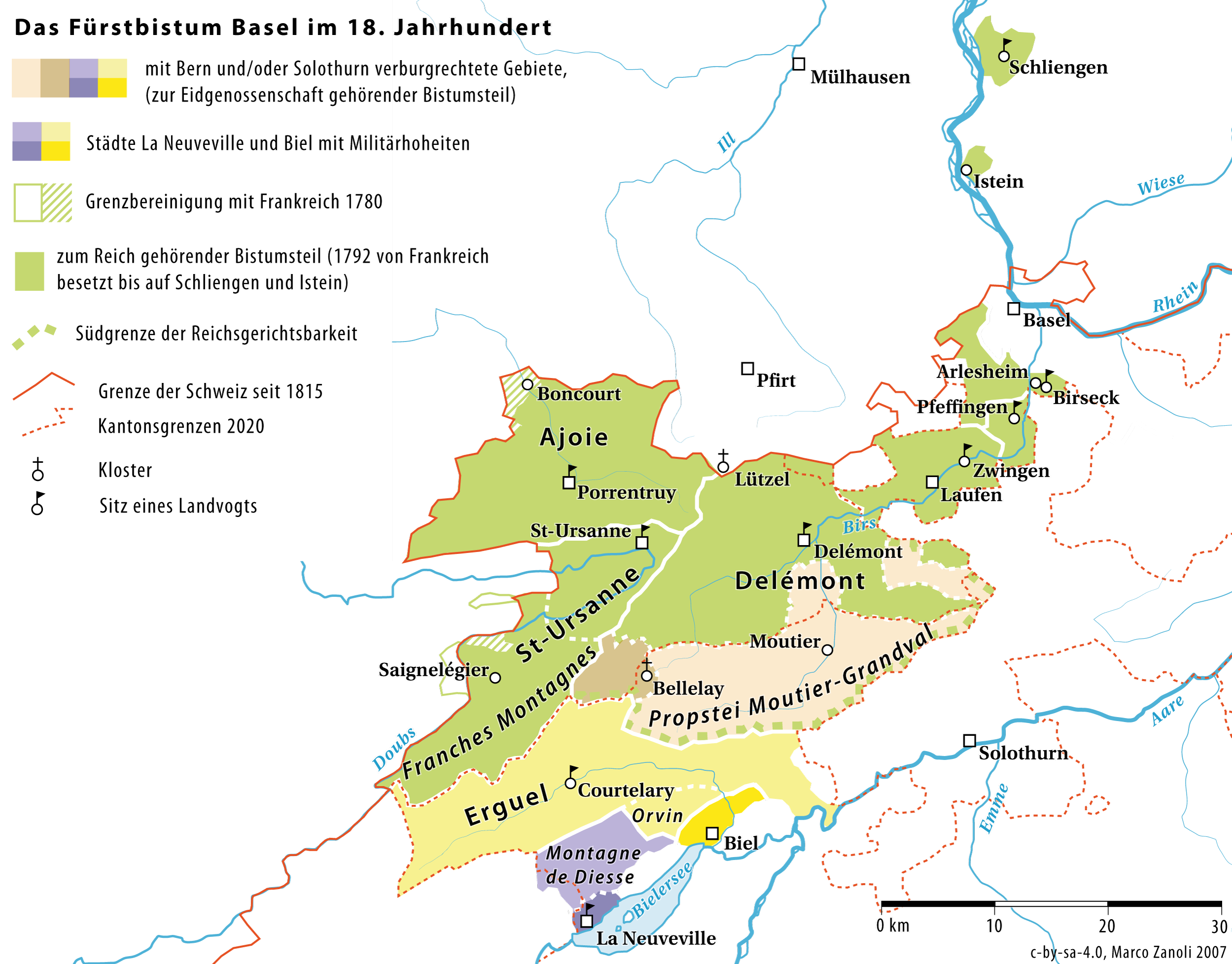
A Bázeli Hercegpüspökség a 18. században

Nevét az ókorban, a Felső-Rajna területén élt kelta törzsről, a raurákokról kapta, akik a helvétek rokonai voltak és a mai Svájc területét uralták. Utóbbiak nevét felhasználva lett a Svájci Konföderáció helyén egy másik francia kliensállam, a Helvét Köztársaság.

## Előzmények
A nagy francia forradalom előtti években Svájcot súlyos belső problémák gyötörték. Növekedett a gazdag városok és a szegény parasztság közötti ellentét, mialatt vallási ellenségeskedések feszültek a protestáns és katolikus kantonok között. A felvilágosodás eszméit valló, reformokat követelő személyeket üldözték. 1790-ben Párizsban néhány, Vaudból és Fribourgból elűzött személy Helvét Klub néven szervezett társaságot. Svájc nyugati felén hamar elterjedtek a francia forradalom eszméi.
Francia ösztönzésre (de katonai beavatkozás nélkül) 1790-től felkelések törtek ki Svájcban, elsőként Wallisban, majd 1791-ben Porrentruy-ben ((Pruntrut), a bázeli hercegpüspök Sigismund von Roggenbach ellen. A lázadók a szomszédos állam mintájára forradalmi bizottságokat hoztak létre. Az események során a püspök Bielbe menekült.

## A köztársaság kikiáltása

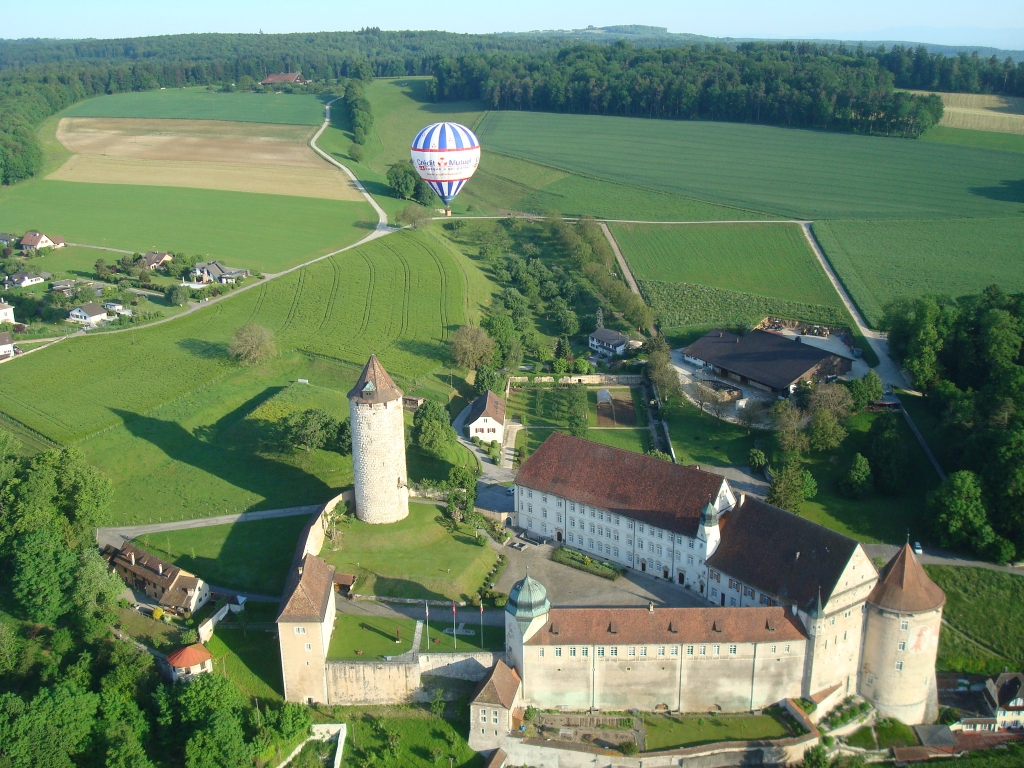
A porrentruy-i várkastély

A porrentruy-i felkelést egy jakobinus, Josef Anton Rengger, a püspökség egykori kincstárnokának fia vezette, aki Strasbourgban végezte jogi tanulmányait és a püspök tanácsosa, később szindikátusi tag is lett. Rengger Odom Demars francia tábornok által a háttérből nyújtott segítséggel megrohanta a porrentruy-i várkastélyt, ahol a püspökségi rezidencia is volt. Ennek eredményeként 1792. december 17-én deklarálták a városban a Raurák Köztársaságot, nem egészen három hónappal a francia köztársaság kikiáltását követően. Ez az állam volt a forradalmi Franciaország első testvérköztársaság-a. Irányítószervét szintén nemzetgyűlésnek hívták, melynek elnöke Rengger lett, s a hatalmat triumvirátus formájában Demars tábornokkal valamint egy másik jakobinussal, Jean-Baptiste Gobellel (Rengger unokabátyja) gyakorolta.

## A köztársaság bukása

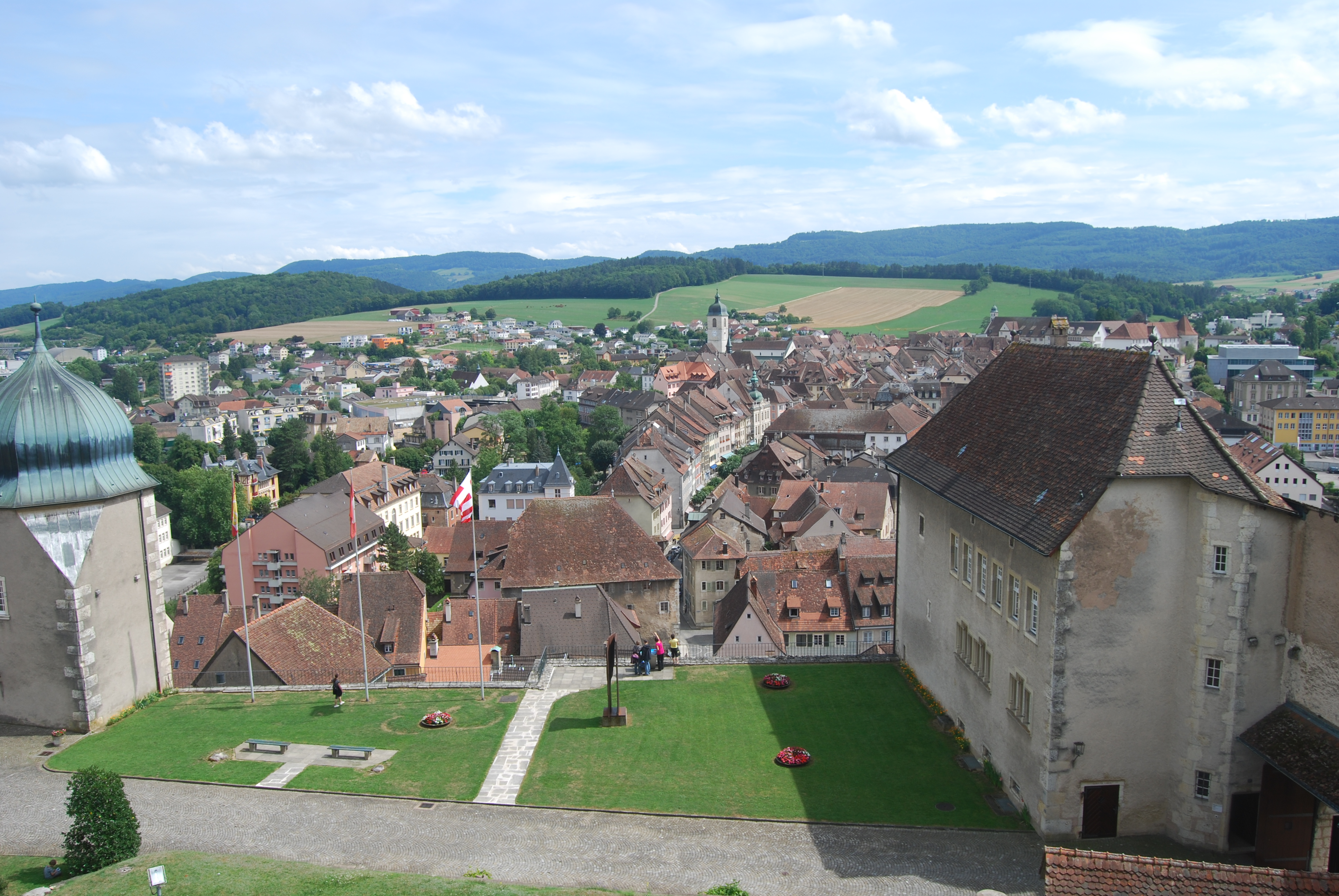
Porrentruy óvárosa; a köztársaság fővárosa

Az új állam nagyon ingatag maradt és két nemzetgyűlése is sikertelenül végződött. Kizárólag a Demars vezette forradalmi francia csapatok jelentették fennállásának biztosítékát, ugyanis a köztársaságban nemcsak a forradalomellenes konzervatív körökkel, de a reformistákkal is ellenállásba ütköztek Renggerék, aki ráadásul számos jogtalanságot is elkövetett kormányzása alatt, mivel a vele egyet nem értőket kizárta a nemzetgyűlésből és fizikai erőszakkal lépett fel ellenük.
A konvent szintén aggódott a Porrentruy-ban tapasztalható állapotokért, ezért Demars-t Párizs visszarendelte. Pierre Lebrun külügyminiszter ugyancsak eltávolította Porrentruy-ből Gobelt, aki hiába lobbizott Rengger hatalmának megtartásáért. Rengger és államának helyzete ezzel tarthatatlanná vált, amit tetéztek ellenségei üzelmei is a konventnél.
Végül a harmadik rauráki nemzetgyűlés úgy döntött, hogy a köztársaság csatlakozik Franciaországhoz. Rengger és frakciója így akarták megtörni a forradalomellenes többségi ellenzéket.

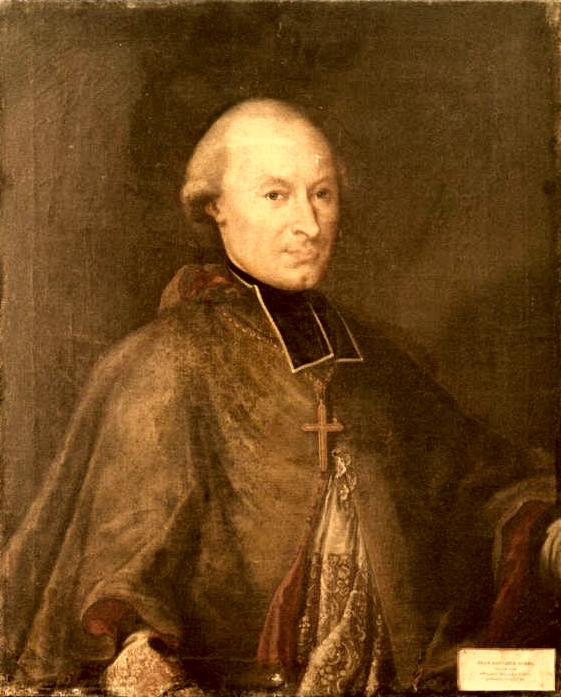
Gobel portréja a 19. századból

A konvent három biztosát küldte el Porrentruy-ba 1793 februárjában, hogy megkezdjék Rengger-rel a csatlakozási tárgyalásokat. Jóllehet a három biztos megállapította, hogy Rengger, Demars és Gobel önkényes túlkapásai, valamint despotizmusuk vezettek a széthúzáshoz, de nem látták semmi akadályát a köztársaság annektálásának, mivel meg akarták akadályozni, hogy zavargás, netán felkelés törjön ki a keleti határon. Ezt egy népszavazás is megerősítette, azonban eléggé valószínű, hogy a szavazást a franciák manipulálták.

## A köztársaság után
1793. március 23-án a köztársaság megszűnt és beolvadt Franciaországba, amely Mount-Terrible néven egyik új megyéjévé szervezte át, s melynek hatalmi elitjében Rengger továbbra is vezető szerepet játszott. Ő vezette be a térségben a forradalmi terrort, ám nem tartott tömeges kivégzéseket. Rengger ellen azonban tovább erősödött az ellenállás, ezért nem tudott gátat vetni a következő években kibontakozó, sok esetben fegyverrel történő megmozdulásoknak. A köztársaság szintén fontos vezető személyisége Gobel utóbb a jakobinus diktatúra áldozata lett és Rengger élete is egy darabig veszélyben volt, aki aztán évekig húzódó hatalmi harcokba bonyolódott, csakhogy visszaszerezze befolyását és pozícióit Porrentruy-ben.
A következő években az Mount-Terrible megye területe többször változott, mígnem a bécsi kongresszus visszaadta Svájcnak, amelyet ezenfelül Bázel és Bern között osztottak fel. A Jura kanton, amelyet csak 1979-ben hoztak létre, nagyrészt egybeesik a bázeli hercegpüspökség egykori birodalmi részeivel, és úgy látja, hogy államisága erősen a Raurak Köztársaságban gyökerezik.

## Egyéb a Raurák Köztársaságról
A köztársaság zászlaja és címere nem maradt fenn, vagy legalábbis nincsenek megbízható források róla. A címerről annyit tudni, hogy a vesszőnyalábokba font bárdot ábrázolta, a hatalom jelképét, amely Sankt Gallen kanton címerében a mai napig fellelhető.

## Lásd még
- Lémani Köztársaság